# Красниставски окръг
Красниставски окръг (на полски: Powiat krasnostawski) е окръг в Източна Полша, Люблинско войводство. Заема площ от 1031,44 км2. Административен център е град Краснистав.

## География
Окръгът се намира в историческата област Червена Рус. Разположен е в централната част на войводството.

## Население
Населението на окръга възлиза на 67 402 души (2012 г.). Гъстотата е 65 души/км2.

## Административно деление
Административно окръгът е разделен на 10 общини.
Градска община:
- Краснистав

Селски общини:
- Община Гожков
- Община Горни Лопеник
- Община Жулкевка
- Община Избица
- Община Краснистав
- Община Крашничин
- Община Рудник
- Община Файславице
- Община Шенница Ружана

## Фотогалерия
- Краснистав
- Горни Лопеник
- Жулкевка
- Избица
- Файславице